# 三反園訓
三反園 訓（みたぞの さとし、1958年〈昭和33年〉2月13日 - ）は、日本のジャーナリスト、政治家。自由民主党所属の衆議院議員（2期）。
早稲田大学教育学部卒業後、テレビ朝日に入社し、政治記者やコメンテーターを務めた。テレビ朝日退社後は鹿児島県知事（第19代）を務めた。

## 来歴
鹿児島県指宿市生まれ。鹿児島県立指宿高等学校、早稲田大学教育学部卒業。1980年、全国朝日放送（2003年、テレビ朝日に改名）に入社し、政治部に配属。日本社会党担当を皮切りに首相官邸や自由民主党を担当し、自民党担当時代は金丸信や安倍晋太郎の番記者を務めた。その後は首相官邸や自民党、大蔵省や外務省、防衛庁担当のキャップを歴任し、その後はテレビ朝日コメンテーター（解説委員）に就任。1990年代は『ニュースステーション』の政治担当キャスターを務め、連日国会記者会館からリポートしていた。一時期はスポーツ部に所属し、テレビ朝日で放送されていた『大相撲ダイジェスト』を担当して、水戸泉や双羽黒ら人気力士の取材に駆け回っていた。
2015年12月31日、翌年7月の鹿児島県知事選挙に出馬する意向を表明し、2016年2月26日、正式に記者会見を開いて鹿児島県知事選への立候補を発表した。三反園の出馬表明により、先んじて鹿児島県知事選への出馬を表明していた九州電力川内原子力発電所（薩摩川内市）の再稼働に反対する市民団体「ストップ川内原発！3・11鹿児島実行委員会」代表の平良行雄は、自身の立候補を取り下げ、三反園の支援に回った。
第24回参議院議員通常選挙と同日選挙となった2016年7月10日投開票の鹿児島県知事選では、川内原発の再稼働を推し進めた現職知事の伊藤祐一郎による県政を批判し、「原発のない社会を作ろう」「ドイツにならい、鹿児島を自然再生エネルギー県に」等、脱原発を訴える選挙戦を展開。民進党や社会民主党の県組織、反原発を訴える市民団体をはじめ、伊藤県政に批判的な保守系の鹿児島県議会議員の支持も受け、伊藤知事を破り初当選した。戦後初の私立大学卒かつ民間企業出身の鹿児島県知事となった。
2016年7月28日、鹿児島県庁に初登庁し、九州電力に対して川内原発の停止を求める考えを改めて表明し、就任直後には川内原発の停止を九電に申し入れるも拒否され、その後は原発に対する発言を徐々にトーンダウン。原発の安全性について問われると「知事になる前の立場と、今の立場はちがう。もう一度、これまでの経緯を聞いて私の考え方をまとめたい」と公約を大幅に修正。12月1日には「私に原発を稼働させるか稼働させないかの権限はない」とした上で、九州電力川内原発1号機の再稼働容認に転じた。
2016年12月20日、川内原発の安全性を評価する県独自の第三者組織「原子力安全・避難計画等防災専門委員会」を設置。三反園の選挙戦を支援した反原発派の活動家が推薦する人物らは含まれず、また国や規制委員会にものを言う機関ではなく「原発の稼働・停止を判断しない」機関であるとしている。委員会設置のための補正予算案の審議においては原発を「ベースロード電源」であると位置づけた。選挙戦では、政策協定を結び、出馬を見送った脱原発市民団体の平良行雄と「反対派も入れてバランスを取る」と約束していたが、同年12月5日の県議会において「記憶は定かではない」と答弁。原発再稼動を容認したことや、脱原発活動家らと約束したにもかかわらず、専門委員会に反原発派が入らなかったことについて毎日新聞は、「看過できない変節ぶり」と批判した。
2017年4月1日、県の地方創生担当特別顧問に元総務大臣の増田寛也を任命した。
2019年12月3日、再選を目指し2020年の知事選に立候補する意向を表明した。前回と異なり自由民主党・公明党の推薦を受け立候補したが、県内自治体の複数の首長に集票依頼疑惑をはじめとする在職中の下記のようなふるまいや自身の主張が変わってきたこと、新型コロナウィルスの感染拡大や豪雨災害への対応などで満足に選挙活動が出来なかった事などが響き、2020年7月12日の投開票の結果、元九州経済産業局局長の塩田康一に敗れて落選。鹿児島県知事としては初の1期限りで、マニフェストにあった県民ドーム球場の建設や、検討委員会を経てそれより優先するとした県総合体育館の建設、アウトレットモールの誘致など、いずれも進展のないまま退任となった。
2021年6月16日、年内に行われる第49回衆議院議員総選挙に鹿児島2区から無所属で出馬することを正式に表明。鹿児島2区では、自民党現職だった金子万寿夫も立候補を予定していたことから、前年の知事選で三反園を推薦した自民党鹿児島県連からは疑問の声が上がった。
2021年10月31日の投開票の結果、自民党前職の金子らを破り初当選を果たした。
2022年3月10日、自民党派閥の二階派（志帥会）への入会が了承された。採決においても与党寄りの姿勢を見せ、同年10月に召集された臨時会では、慣例上議長席から見て無所属議員が置かれることが多い最左翼の席から、与党会派の提案により最右翼の最大会派・自民党議員席の最前列に移動した。2023年2月13日に自民党会派に入会した。
2024年10月27日の衆議院選挙で鹿児島2区では野党の他に自民党前職の保岡宏武も出馬して、保守分裂となっていたがそれらを破り2選目を果たす。
2025年1月10日に自由民主党へ入党届を提出し、同日に自民党本部は三反園と広瀬建衆議院議員について、入党を認める方針を決めた。18日、自民党鹿児島県連が三反園の県連所属と新設する県衆院支部長への就任を了承し、入党が正式決定した。一方で前回三反園に敗れた保岡も2区支部長に再任され、事実上、同一選挙区に支部長を2人置く形となった。2区公認については、今後の政治活動などから判断する。

## 批判を受けた行動

### 審議中のSNS投稿
2016年12月9日、県議会の自身が提案した議案の審議中にFacebookへ投稿。県議会本会議で説明を求められると「他意はない」とのみ述べ、議会側から「県議会軽視」との批判を浴びた。

### 県知事選収支報告書の虚偽記載
2016年7月の選挙運動費用収支報告書において、単純な誤字脱字を除いて、少なくとも135カ所事実と異なる記載がなされていたことが判明。責任者は「選挙費用に計上すべきではない後援会の収支なども誤って記載してしまった。杜撰と言われても仕方がないが、悪質なことはしていない」と説明した。

### 海外訪問先で添乗員の一般女性を怒鳴りつける
2018年7月22日、ブラジル・サンパウロで開かれたブラジル鹿児島県人会の夕食懇談会場で三反園が離席中に閉会していたことに立腹して、訪問団の世話役を務める旅行会社の女性社員を名指しして怒鳴りつけた。出席者によると、三反園は会場でワインなどを飲んでいた。県議らは三反園を批判し、三反園は翌日に議長に謝罪したが、女性への謝罪はなかったと日本テレビや西日本新聞は報じている。

### 政策合意を結んだ反原発の元候補に再三の面会拒絶
2016年の知事選で、告示1週間を切った段階で三反園と市民団体代表の平良行雄が「川内原発を廃炉にする方向で取り組む」などとする政策合意を交わし、平良は立候補を見送り、三反園に一本化した。三反園は当選後、既出のように合意事項が守られない政策が続いた上、面会を求める平良からの要請を再三拒絶。平良は2019年の鹿児島県議会議員選挙に出馬し当選（日本共産党公認）。県議として議会の場でこれらについて直接公開質問をしたが答弁は噛み合わなかった。

### 記者を知事室に呼び、BPOを引き合いに出し番組の内容に意見
県域局の鹿児島讀賣テレビ記者に、放送した内容に対し「BPO（放送倫理・番組向上機構）に訴えてもいいんだぞ」と発言し、圧力とも捉えられるやり取りがあったと報じられた。その後議会でも取り上げられたが、答弁は噛み合わず、定例記者会見で当該記者と直接質疑を行うことになったが、ここでも最後まで質問に答えることはなかった。

### コロナで来県自粛を呼びかけ中、自身の選挙事務所開きに東京から国会議員
2020年5月9日、7月の県知事選挙を前に、三反園が行った後援会の事務所開きに、自由民主党県連会長の森山裕衆院議員と選挙対策委員長の野村哲郎参院議員が東京から参加した。終了後、報道陣の問いかけに森山は「党として推薦している立場もある。（自民県選出の国会議員のうち）2人だけ帰ってこさせてもらった」と説明していた。新型コロナウイルスに対応する緊急事態宣言下で、県が「不要不急の来県自粛」を呼びかけていたさなかで批判を浴びることとなり、三反園は14日の記者会見で「配慮が足りなかった。反省している」と陳謝した。

### 複数の自治体首長に集票依頼報道
2020年6月21日、県内自治体の複数の首長が三反園が地元が県に要望した事業を挙げながら、票の取りまとめなど選挙協力を依頼したと南日本新聞が報じた。三反園は20日、取材に対し「電話も依頼もしていない」と事実関係を否定した。後日、電話したことを認め「誤解を持って受け止めたのであれば、心からおわびしたい」と釈明した。

## 選挙歴
| 当落 | 選挙                   | 執行日         | 選挙区        | 政党   | 得票数     | 得票率 | 定数 | 得票順位 /候補者数 | 政党内比例順位 /政党当選者数 |
| ---- | ---------------------- | -------------- | ------------- | ------ | ---------- | ------ | ---- | ------------------ | ---------------------------- |
| 当   | 2016年鹿児島県知事選挙 | 2016年7月10日  | ――            | 無所属 | 42万6471票 | 55.48% | 1    | 1/2                | /                            |
| 落   | 2020年鹿児島県知事選挙 | 2020年7月12日  | ――            | 無所属 | 19万5941票 | 29.80% | 1    | 2/7                | /                            |
| 当   | 第49回衆議院議員総選挙 | 2021年10月31日 | 鹿児島県第2区 | 無所属 | 9万2614票  | 47.70% | 1    | 1/3                | /                            |
| 当   | 第50回衆議院議員総選挙 | 2024年10月27日 | 鹿児島県第2区 | 無所属 | 8万397票   | 45.91% | 1    | 1/5                | /                            |

## 著書
- 『ニュースステーション政治記者奮闘記』 ダイヤモンド社、2003年12月。ISBN 9784478702895
- 『総理大臣の器』 講談社、2006年8月23日。ISBN 9784062723947